# Овчинников, Фёдор Яковлевич
Фёдор Я́ковлевич Овчи́нников (18 февраля 1925, село Караулово, Рязанская губерния — 1 июля 1994, Москва) — заместитель Министра энергетики и электрификации СССР, генеральный директор МХО «Интератомэнерго», первый директор Нововоронежской АЭС. Специалист в области атомной энергетики, автор большого количества научных работ и книг.
Лауреат Государственной премии СССР, Герой Социалистического Труда. Почётный гражданин г. Нововоронежа.

## Биография

### Детство и юность
Родился в 1925 году в крестьянской семье в селе Караулово. Весной 1931 года переехал с родителями в Москву, в 1936 г. — в Царицыно Московской области, где начал учиться в школе.
В июле 1941 г. отец Фёдора, Яков Яковлевич, был призван в ряды Красной Армии и до самых последних дней войны служил в артиллерии, дослужившись до сержанта. Фёдор работал электриком, продолжая учёбу в вечерней школе, через год после окончания школы поступил в Московский энергетический институт, который окончил в феврале 1948 г. по специальности «Электрические станции, сети и системы, энергоснабжение» и ему была присвоена квалификация «инженера-электрика». Незадолго до окончания института Фёдор Яковлевич женился на Лидии Поспеловой, которая работала зоотехником в одном из подмосковных колхозов после окончания Сельскохозяйственной Академии им. Тимирязева.

### Начало «атомного» пути. Работа на предприятии п/я 21 (ПО «Маяк»)
После окончания института Фёдор получил распределение на предприятие п/я 21, располагавшееся в Челябинской области, куда прибыл в марте 1948 г.
В сентябре 1948 г. у Ф. Я. Овчинникова родился сын Сергей.

На сверхсекретном комбинате 817, известном в настоящее время как химкомбинат «Маяк», весной 1948 г. под руководством академика Курчатова И. В. проводились работы по подготовке к пуску первого промышленного атомного реактора (объект «А»). Весь инженерный и руководящий состав объекта прошёл аттестацию в специально созданной комиссии Первого главного управления при Совете народных комиссаров СССР на соответствие занимаемой должности. Люди работали, сознавая всю меру ответственности проводимых работ, самоотверженно, выполняя свои обязанности, не считаясь с личным временем. За недобросовестность, халатность, серьёзные ошибки в работе человека могли отправить в лагеря ГУЛАГа. 

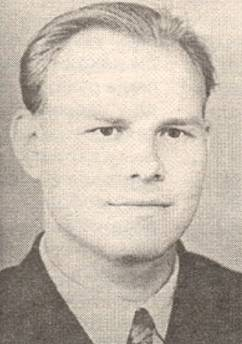
Овчинников Ф. Я. в молодости

В июне 1948 г. был осуществлён пуск промышленного атомного реактора для наработки оружейного плутония. Среди специалистов, которые участвовали в проведении пусконаладочных работ, был инженер-электрик Овчинников Ф. Я., отвечавший за подготовку и работу электрических цепей объекта. Однако буквально с первых часов работы реактора начались непредвиденные ситуации. Не было опыта эксплуатации оборудования в промышленных условиях, не отработан технологический процесс получения плутония. Несмотря на принятые меры предосторожности и применение имевшихся в то время далеко несовершенных средств защиты, люди подвергались воздействию мощных полей радиации, создававших прямую угрозу их жизни и здоровью.
Когда трудности пускового периода, в основном, были преодолены, правительство поставило перед коллективом комбината задачу резкого наращивания производства плутония. Для этого приступили к строительству новых атомных реакторов, и в период с 1950 по 1952 годы на комбинате был произведён пуск ещё четырёх реакторов, а в 1955 г. ещё одного.
Вскоре перед комбинатом были поставлены новые задачи по повышению производительности существующего оборудования. Начался поиск путей повышения мощности атомных реакторов. На базе существующих реакторов на комбинате были организованы три реакторных завода — 156, 24 и 37. Директором завода 156 в 1954 г. был назначен Овчинников Ф. Я., до этого работавший главным инженером одного из объектов на комбинате. Проводившиеся под его руководством и с его участием работы по модернизации оборудования и совершенствованию технологического процесса производства на заводе позволяли постоянно повышать предельно допустимые параметры реакторного оборудования.
Помимо основной деятельности, Ф. Я. Овчинников активно занимался общественной работой. Осенью 1948 года Овчинников Ф. Я. был избран в состав первого профсоюзного комитета на объекте «А», а в декабре становится заместителем председателя завкома. Избирался в городской Совет депутатов трудящихся.
На Урале Овчинников Ф. Я. работал вместе и под руководством видных деятелей государства таких, как И. В. Курчатов, А. П. Александров, Б.Л. Винников, Е. П. Славский, Б. Г. Музруков и многие другие. Это во многом способствовало формированию Ф. Я. Овчинникова как одного из лучших в стране специалистов того времени по эксплуатации атомных реакторов и незаурядного руководителя. Государство высоко оценило вклад Овчинникова Ф. Я. в развитие атомной промышленности, наградив его в 1951 г. орденом Трудового Красного Знамени за успешное развитие и освоение атомного производства, а в 1962 г. орденом Ленина за производственные показатели, достигнутые руководимым им реакторным заводом.
В 1963 г. Овчинников Ф. Я. в Челябинске—40 успешно защитил кандидатскую диссертацию, в которой обобщил свой опыт по эксплуатации атомных реакторов на заводе 156.

### Первый директор Нововоронежской АЭС
С весны 1958 г. под Воронежем началось строительство первого блока Нововоронежской атомной станции, а в апреле 1959 г. об этом официально сообщило ТАСС. С 1960 г. на станции начал складываться коллектив специалистов-эксплуатационников. В июле 1963 года приказом Государственного комитета по использованию атомной энергии в мирных целях, его возглавил Овчинников Ф. Я..
Уже в конце 1963 года под руководством Овчинникова Ф. Я. был осуществлён физический пуск первого энергоблока мощностью 210 тыс. киловатт, а 30 сентября 1964 г. осуществлён ввод его в эксплуатацию. Хотя мощность энергоблока, по современным представлениям, была невелика, на уровне того времени это был самый мощный ядерный энергоблок не только в Советском Союзе, но и в мире.
В 1966 г. Нововоронежская АЭС была передана в подчинение Министерства энергетики и электрификации, а через год она стала первой в мире промышленной АЭС, имеющей реактор с водой под давлением (ВВЭР). Коллективу специалистов, участвовавших в проектировании, строительстве и освоении Первой промышленной АЭС была вручена Государственная премия СССР за 1967 г. Среди награждённых был Овчинников Ф. Я.
В 1967 г было закончено проектирование серийных блоков с реактором ВВЭР-440 и в Нововоронеже началось строительство новых, третьего и четвёртого, энергоблоков. Основой для этого строительства явилась реакторная установка второго энергоблока (ВВЭР-365), пуск в эксплуатацию которой был осуществлён на НВАЭС в 1969 г.
Успешный пуск и ввод в эксплуатацию двух энергоблоков с реакторами ВВЭР-440 каждый на Нововоронежской АЭС в 1971 г. и 1972 г. создал благоприятные условия для начала строительства энергоблоков этого типа на Украине, в Мурманской области, в Финляндии и ряде социалистических стран.

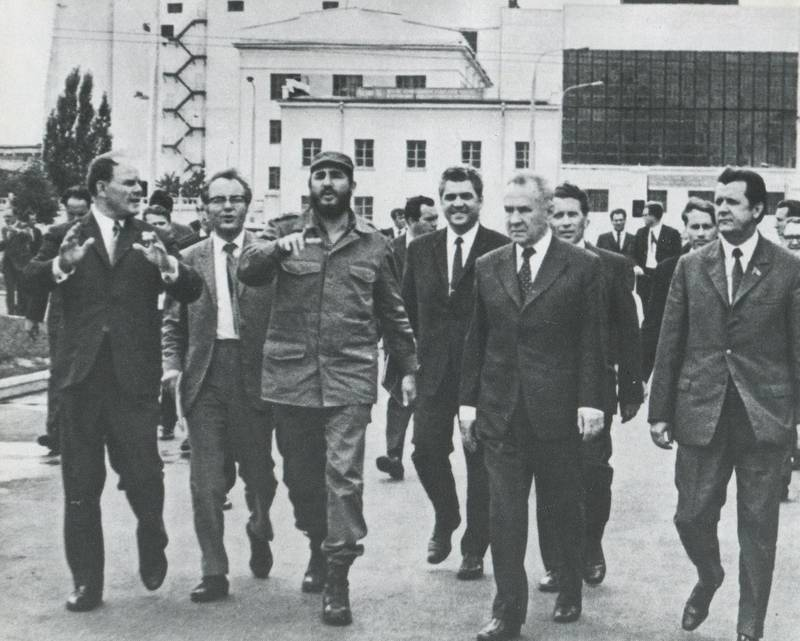
Овчинников Ф. Я. проводит для Фиделя Кастро экскурсию по Нововоронежской АЭС (1972 год)

Учитывая накопленный на Нововоронежской АЭС опыт, правительством перед Овчинниковым Ф. Я. была поставлена задача по осуществлению пусконаладочных работ на вновь вводимых АЭС с реакторами типа ВВЭР как в стране, так и за рубежом. По его инициативе в структуре станции был организован цех наладки, испытаний и пуска. В 1972 г. на НВАЭС началось строительство нового, пятого, энергоблока с реактором ВВЭР-1000.
Нововоронежская атомная электростанция работала стабильно, добиваясь высоких производственных показателей, что регулярно отмечалось Министерством энергетики и электрификации СССР, неоднократно НВАЭС награждалась Дипломами ВДНХ, в 1972 г. ей присвоено имя 50-летия СССР, а в 1976 г., за успехи в освоении энергоблоков, она награждена орденом Трудового Красного Знамени. Для изучения опыта эксплуатации энергоблоков, в Нововоронеж регулярно приезжали иностранные делегации, проводились научно-технические конференции и совещания с участием представителей социалистических стран. Нововоронежскую АЭС посещали правительственные делегации.
С начала 70-х годов Овчинников Ф. Я. стал одним из ведущих специалистов в стране и в мире в области эксплуатации энергоблоков, имеющих реакторы с водой под давлением. В 1972 г. коллектив авторов, возглавлявшийся Овчинниковым Ф. Я., издал книгу по обобщению опыта эксплуатации энергоблоков Нововоронежской АЭС, а в 1974 г. публикуются материалы научно-технической конференции по обобщению опыта 10-летней эксплуатации НВАЭС. Несколько позже в 1977 г. Овчинниковым Ф. Я. была написана ещё одна книга по эксплуатации реакторных установок типа ВВЭР, которая, впоследствии, неоднократно переиздавалась
В 1966 г. Ф. Я. Овчинников был награжден орденом «Знак Почёта», в 1970 г. ему присвоили почётное звание «Заслуженного энергетика РСФСР», а в 1974 г. ему, за успешное завершение строительства первой очереди Нововоронежской атомной электростанции, присвоили звание Героя Социалистического Труда.
Вместе со строительством энергоблоков рос рядом посёлок энергетиков — Нововоронеж. Его становлению много внимания уделял директор градообразующего предприятия, депутат районного Совета депутатов трудящихся, член Обкома КПСС Ф. Я. Овчинников. Особенно много внимания он уделял благоустройству посёлка, развитию культурно-массовой и спортивной работе жителей, воспитанию подчинённого персонала и подрастающего поколения.

### Заместитель Министра энергетики и электрификации СССР

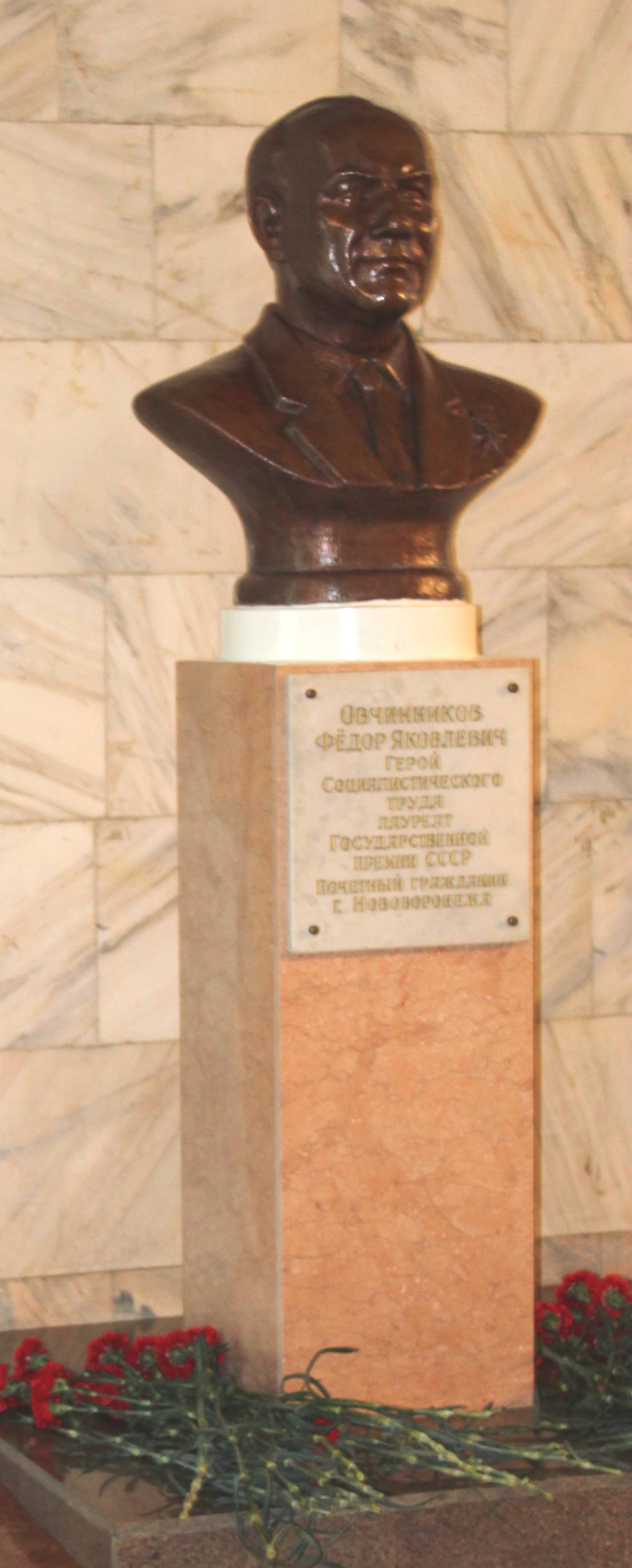
Памятник Ф. Я. Овчинникову в Нововоронеже

Со строительством и пуском новых энергоблоков в стране начало формироваться новое направление в энергетике — атомная энергетика, и в январе 1978 г. Ф. Я. Овчинников был назначен заместителем Министра энергетики и электрификации СССР.
Ещё работая в Нововоронеже, Фёдор Яковлевич очень много ездил по стране и часто бывал за рубежом, обладая огромным авторитетом среди специалистов и будучи страстным и неутомимым пропагандистом и сторонником развития атомной энергетики как в СССР, так и за её пределами. На новой работе поездок по стране стало ещё больше. Под его руководством осуществлялся пуск Курской и Кольской АЭС, ряда атомных электростанций на Украине, проектировались и строились новые энергоблоки. При его непосредственном участии был введён в эксплуатацию новый серийный энергоблок с реактором ВВЭР-1000 в Нововоронеже, положивший начало новому этапу развития атомной энергетики.
Овчинников Ф. Я. приложил немало сил в становление Всесоюзного научно-исследовательского института по эксплуатации атомных электростанций, Международного Хозяйственного Объединения (МХО) «Интератомэнерго», осуществлявшего координацию работ социалистических стран в области атомной энергетики. Однако все чаще и чаще у него стали возникать проблемы со здоровьем. Мужчины в роду Овчинниковых всегда славились отменным здоровьем, но годы напряжённой работы в экстремальных условиях на Урале начинали сказываться, и в 1982 г. он вынужден был уйти с поста заместителя Министра.
В Москве Ф. Я. Овчинников познакомился и поддерживал дружеские отношения с такими деятелями культуры, как народные артисты СССР Н. И. Сац, М. И. Жаров, Н. С. Плотников, С. Я. Лемешев и ряд других. Часто посещал Московские театры, выставки, презентации. В московской квартире Овчинниковых, на ул. Горького (ныне Первая Тверская-Ямская), часто бывали гости из Нововоронежа и Урала.

### Последние годы жизни

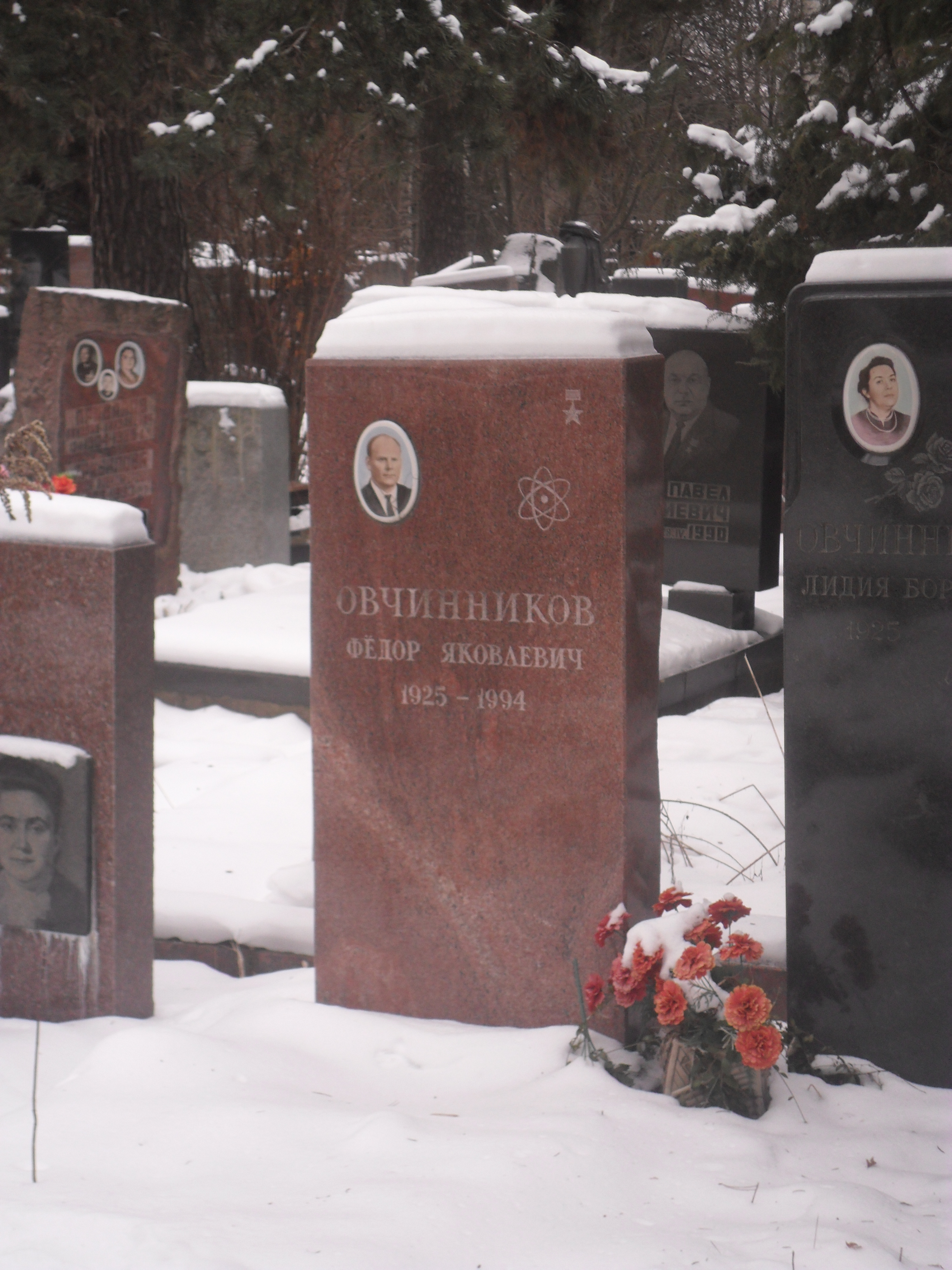
Могила Овчинникова на Кунцевском кладбище.

Последним местом работы Ф. Я. Овчинникова стало МХО «Интератомэнерго», где на посту генерального директора он находился до 1993 г. Во многом благодаря его авторитету и незаурядным дипломатическим способностям стала развиваться кооперация социалистических стран в вопросах строительства и проведения ремонтных работ на атомных станциях. Он много ездил, убеждал, согласовывал технические и организационные вопросы по поставке на атомные станции необходимого оборудования, по обмену опытом эксплуатации АЭС.
Здоровье Ф. Я. Овчинникова постепенно ухудшалось. Особенно сильно оно упало после смерти, в 1985 г., жены Лидии Борисовны Овчинниковой (Поспеловой), с которой он прожил 37 лет.
1 июля 1994 г. после тяжёлой болезни Ф. Я. Овчинников умер; похоронен на Кунцевском кладбище г. Москвы.

### Семья
Был женат на Лидии Борисовне Овчинниковой (Поспеловой). Они прожили вместе 37 лет, вплоть до её смерти в 1985 году.
Сын — Сергей Фёдорович Овчинников (р. 1948), работник Нововоронежской АЭС.

## Память
30 июня 2002 года во Дворце Культуры города Нововоронежа был открыт бюст первому директору Нововоронежской АЭС Герою социалистического труда, Лауреату Государственной премии СССР Фёдору Яковлевичу Овчинникову.
На торжественную церемонию в Мраморный зал ДК пришли десятки людей: соратники Фёдора Яковлевича по работе в Челябинске-40 и на Нововоронежской АЭС, руководители атомной станции и предприятий города, представители власти, общественности. Перед собравшимися выступили мэр города В. Синицын, директор АЭС В. Викин, депутат областной Думы, директор «Нововоронежатомтехэнерго» С. Константинов, депутат городской Думы Г. Ишков, по инициативе которого и был создан бюст Фёдора Яковлевича, и другие. Право открыть памятник было предоставлено сыну Ф. Овчинникова, Сергею Фёдоровичу, работающему на АЭС, и Виталию Константиновичу Седову, сменившему Фёдора Яковлевича на посту директора.
Очень интересную мысль высказал на мемориальной церемонии председатель совета ветеранов АЭС А. Скабовский, знавший Ф. Овчинникова ещё по совместной работе на Урале: «Открытие бюста Фёдора Яковлевича здесь, в Мраморном зале Дворца культуры, построенном также по инициативе Ф. Овчинникова, следует рассматривать не только как дань уважения и памяти конкретному человеку. Не забывая имён первопроходцев, мы воспитываем на их примерах новые поколения энергетиков».
В Нововоронеже ежегодно проводятся «Малые Олимпийские Игры», посвящённые памяти Ф. Я. Овчинникова. В них принимает участие молодёжь Воронежской области, а также воспитанники спортивных школ других областей.